# Charles Immanuel Forsyth Major
Charles Immanuel Forsyth Major, född 15 augusti 1843 i Glasgow, död 25 mars 1923 i Kaufbeuren, var en läkare, zoolog och paleontolog av schweiziskt påbrå.
Han studerade i Basel och Göttingen och började 1868 i Florens som läkare. Med den italienska regeringens hjälp skapade han en samling av fossil från Kalabrien, Korsika, Sardinien och Sicilien. 1886 avslutade han läkaryrket och började samla fossiler i Grekland. Samlingen överlämnades till Collège Galliart i Lausanne och till British Museum i London. I London visas huvudsakligen fynd från Majors expedition till Madagaskar (1894–1896). Där hittade han bland annat fossil av jättestora utdöda lemurer som han beskrev med det vetenskapliga namnet Megaladapis.